# Schizonycha hecistopsiloides
Schizonycha hecistopsiloides är en skalbaggsart som beskrevs av Brenske 1898. Schizonycha hecistopsiloides ingår i släktet Schizonycha och familjen Melolonthidae. Inga underarter finns listade i Catalogue of Life.